# Сьвіняри (Великопольське воєводство)
Сьвіняри (пол. Świniary) — село в Польщі, у гміні Клецько Гнезненського повіту Великопольського воєводства.
Населення — 290 осіб (2011).
У 1975-1998 роках село належало до Познанського воєводства.

## Демографія
Демографічна структура станом на 31 березня 2011 року:
|          | Загалом | Допрацездатний вік | Працездатний вік | Постпрацездатний вік |
| -------- | ------- | ------------------ | ---------------- | -------------------- |
| Чоловіки | 142     | 19                 | 106              | 17                   |
| Жінки    | 148     | 35                 | 83               | 30                   |
| Разом    | 290     | 54                 | 189              | 47                   |